# Tacet

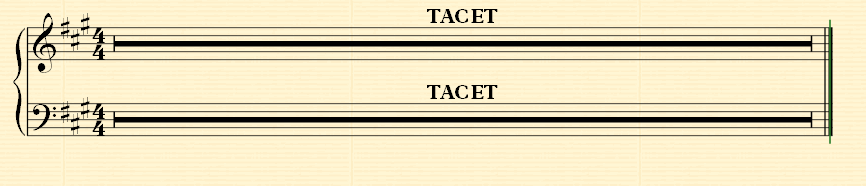
Tacet en una partitura.

Tacet (del latín tacet,  "él calla", "él queda en silencio") es un término utilizado en notación musical para indicar que el intérprete de un instrumento o voz no debe sonar, no tiene intervención durante un tiempo considerable, por ejemplo durante un movimiento entero.
Por lo general, en polifonía vocal y en partituras orquestales indica un largo periodo de tiempo en silencio, normalmente todo un movimiento. Aunque en géneros musicales más modernos como el jazz tacet tiende a marcar pausas considerablemente más cortas.

## Variantes
- «Tacet al fine»: esta expresión se emplea cuando un determinado ejecutante debe dejar de intervenir desde el punto donde aparece la indicación hasta el final de la pieza.[1]

- «1ª vez tacet»: indica que el intérprete no participará en la primera repetición, pero sí en la segunda. También es comúnmente usado en la música de acompañamiento para señalar que el instrumento no debe tocar durante un tiempo determinado a través de un fragmento de la música.

## Historia y ejemplos
Era común en las primeras sinfonías para dejar fuera a los instrumentos de viento metal o de percusión en determinados movimientos. Sobre todo en los movimientos lentos, los segundos, y esta es la indicación dada en las partes del intérprete que debe esperar en silencio hasta el final del movimiento. 
- En 1952 4'33" de John Cage constituye una muestra única del uso de este término. En la partitura de esta obra se indica tacet en los tres movimientos para todos los instrumentos. La pieza tiene una duración total de 4 minutos y 33 segundos, en los que en realidad no se interpreta una sola nota.
- En 1948 el Concierto para dos pianos y orquesta de Lennox Berkeley contiene otro ejemplo de un tacet que se aplica a una parte.